# Église Saint-Antoine des Cabannes
L'église Saint-Antoine ou Saint-Antoine-de-Corrompis, est un édifice religieux catholique situé à Les Cabannes, dans le Tarn (France).
Elle est inscrite au titre de monument historique depuis le 25 avril 1974.

## Historique
Construite au XVe siècle ou au XVIe siècle, l'église Saint-Antoine a été élevée à la place d'une ancienne église romane qui datait au moins du XIIe siècle, dont il demeure le portail. Elle a ensuite été modifiée au XVIIIe siècle.
Elle est dédiée à Saint Antoine (potentiellement Antoine de Padoue) et a été restaurée en 1979.

## Description

### Architecture

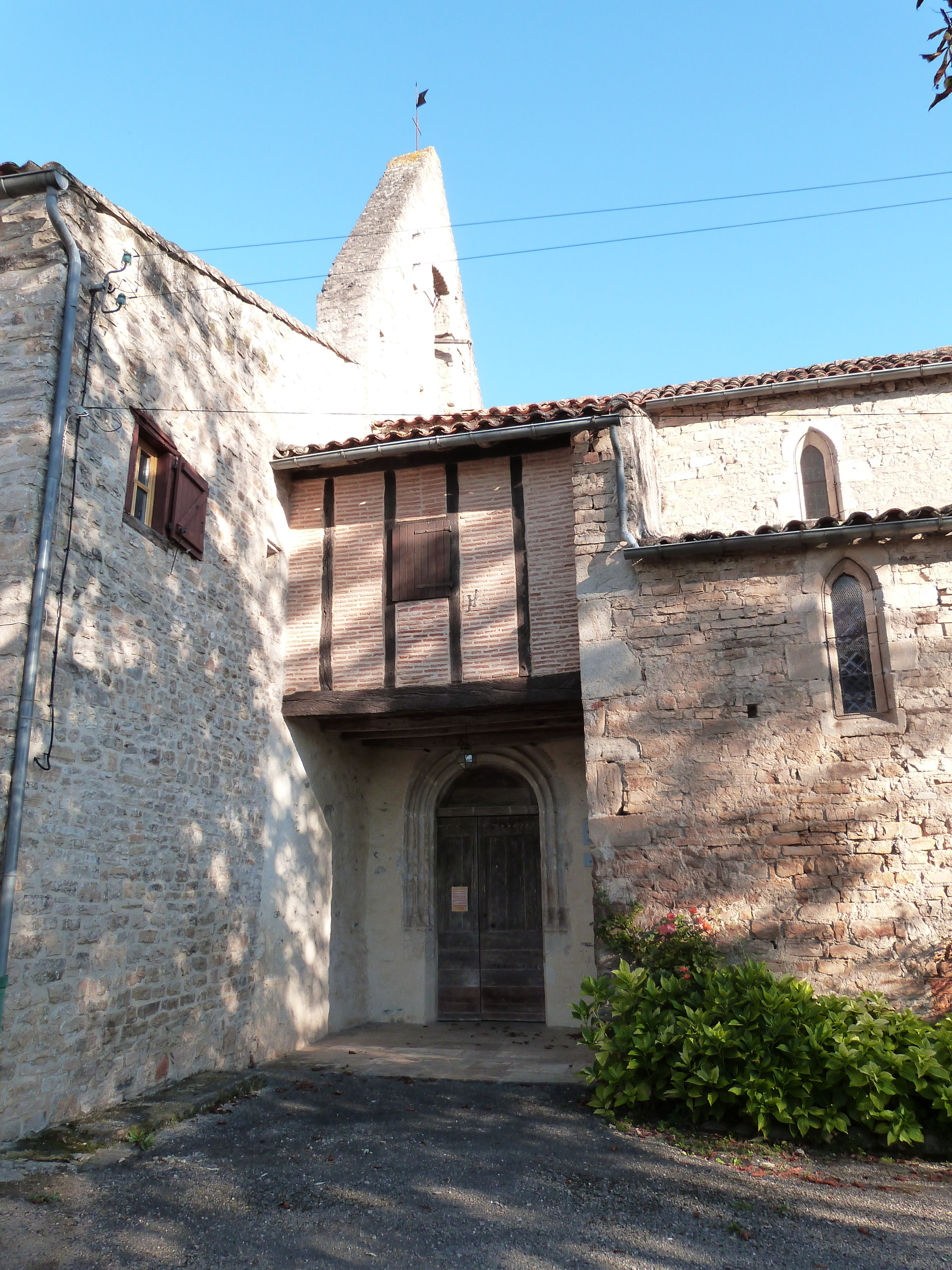
L'entrée de l'église

L'église Saint-Antoine est située sur une petite colline au-dessus du village. C'est un bâtiment à nef unique, avec deux chapelles et une sacristie, ainsi qu'un chevet plat. Elle possède quatre travées, dont la dernière fait office de chœur et de sanctuaire. A côté des deux dernières travées, on trouve deux chapelle, dites "chapelle seigneuriale" et "chapelle Notre-Dame"
Les retombées des voûtes sont soutenues par des contreforts à l'extérieur du bâtiment et les ogives pénètrent directement dans les piliers, ce qui rappelle que la construction date de la fin de la période gothique. Le clocher est un clocher-mur", alors que le clocheton à l'ouest est percé de trois arcades.

### Mobilier
Plusieurs objets de l'église sont référencés dans la base Palissy (voir les notices liées).
On trouve ainsi dans son mobilier un impressionnant tabernacle-retable, un bénitier rustique à figures du XVe siècle, une croix de procession et un tableau de la Crucifixion du XVIIIe siècle. Un beau tableau de l'Assomption de Marie de 1653 est visible dans la "chapelle seigneuriale". Il y a aussi plusieurs statues, comme une vierge à l'Enfant, Saint Benoit d'Aniane, Sainte Catherine Labouré ou Saint Antoine de Padoue.
Juste en face de l'église se trouve la croix des Cabannes du XVIe siècle, elle aussi inscrite aux monuments historiques.